# 楊溥 (十国呉)
楊 溥（よう ふ）は、五代十国時代の「呉」の第4代（最後）の王（皇帝）。太祖（楊行密）の四男。

## 生涯
兄の高祖（楊隆演）が呉国王になった時に楊溥は丹陽郡公に封ぜられた。
武義2年（920年）、高祖が死去すると楊溥は徐温に次の「呉国王」に迎えられた。順義7年（927年）、楊溥は呉の国王に即位した。
しかし、この時の「呉」は、全ての実権を徐温・徐知誥父子に握られており、高祖と楊溥は実際は傀儡の王だった。
その間、徐氏父子による国の簒奪の準備が密かに進められていた。
天祚3年（937年）、楊溥は李昪（徐知誥）に帝位を禅譲し、ここに「呉」は滅亡した。
翌年に楊溥は死去し、睿皇帝と諡された。

## その後の楊氏
『十国春秋』巻3によれば、南唐建国後、呉の宗族達は泰州に設けた「永寧宮」に軟禁された。
厳重な警備に、軟禁された楊氏の宗族は婚姻もままならず、宗族の男女同士で慰め合ったという。
後周の世宗（柴栄）が淮南に遠征し、楊氏一族を招こうとすると、南唐の2代皇帝の元宗（李璟）は園苑史の尹廷範を遣わして、楊氏一族を京口に迎えようとした。
ところが尹廷範が独断で楊溥の弟2人を含む男子60人以上を殺害、女子だけを連れて戻った。その所行に李璟は激怒して尹廷範は腰斬にされた。こうして楊氏は滅亡した。

## 家族

### 妻妾
- 王皇后

### 男子
- 弘農王 楊璉
- 江夏王 楊璘
- 宜春王 楊璆

### 女子
- 上饒公主（南唐の元宗李璟の弟の李景遷の妻）